# Xupubrug

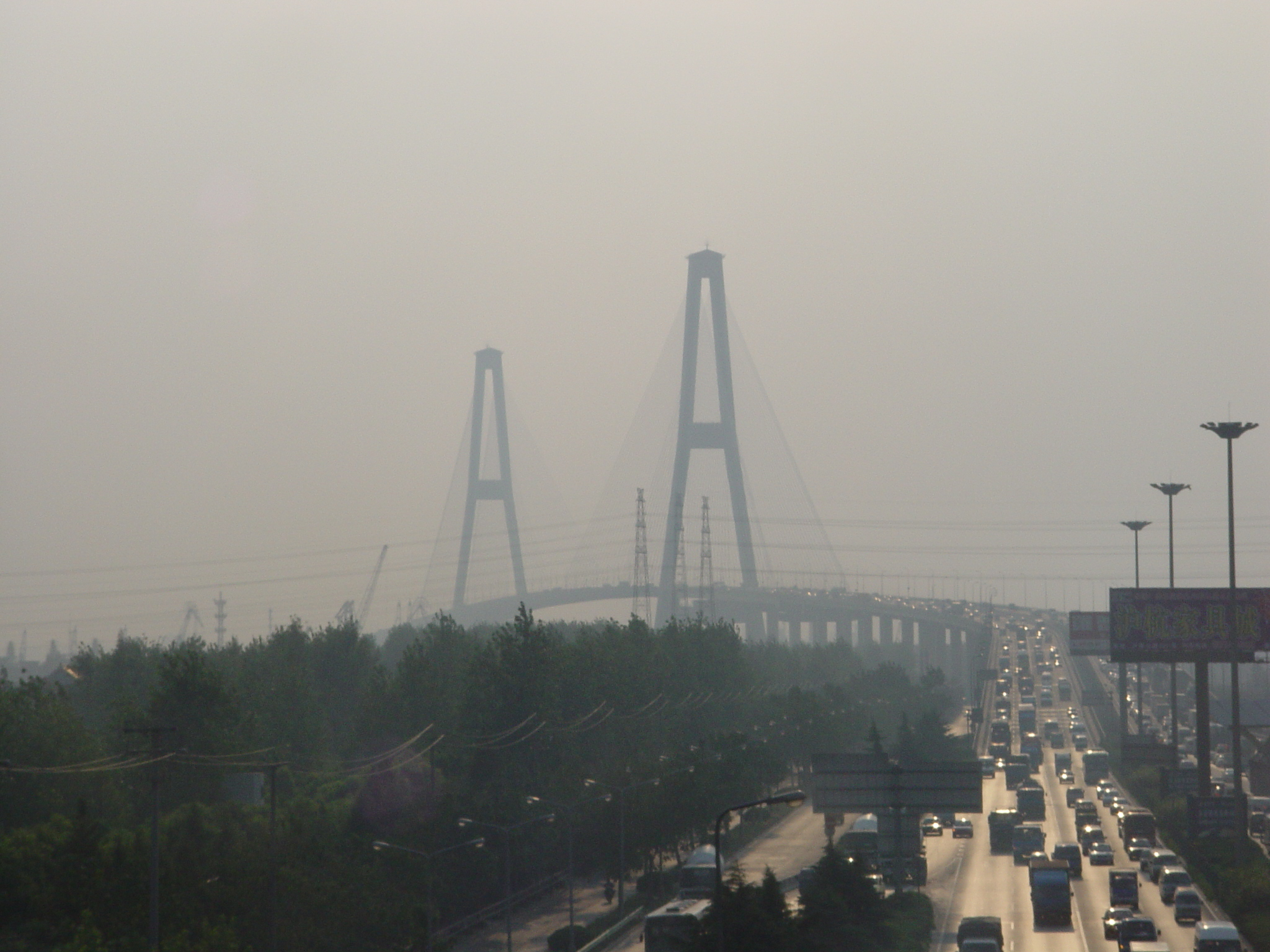
Xupubrug

De Xupubrug (Chinees: 徐浦大桥, Traditionele Chinese karakters : 徐浦大橋, Hanyu pinyin : Xupǔ Dàqiáo) is een tuibrug over de Huangpu Jiang in Shanghai.
Het ontwerp van de brug is van de hand van het Shanghai Municipal Engineering Design Institute. Bij zijn inauguratie in 1997 was dit de tuibrug met de op twee na grootste overspanning ter wereld, na de Pont de Normandie en de Yangpubrug. De totale lengte van de brug is 1072 meter, met aansluitend nog een viaduct waardoor de totale lengte oploopt tot 4020 meter, de hoogte van de A-vormige pylonen 217 meter, de overspanning 590 meter, de breedte 46 meter. De brug werd geconstrueerd door de Shanghai Foundation Engineering Co..
De brug verbindt woongebieden in het oude Puxi stadshart (meer specifiek het Xuhui district) met het nieuwe zakelijke Shanghai van het Pudong district. De naam Xupu verwijst naar XUhui en PUdong. De snelweg die met de Xupubrug de Huanpu Jiang dwarst, snijdt de stad middendoor en verbindt het stadscentrum zowel met de nieuwe luchthaven van Luchthaven Shanghai Pudong die ten oosten van de stad is gelegen, als met de oudere Luchthaven Shanghai Hongqiao ten westen van de stad.